# Gerd Schlaak
Gerd Schlaak (* 5. Oktober 1952 in Stendal) ist ein deutscher Politiker (CDU). Er war von 1990 bis 2006 Mitglied im Landtag Sachsen-Anhalt.
Gerd Schlaak studierte nach dem Abitur 1971 Chemie an der Ernst-Moritz-Arndt-Universität in Greifswald und schloss das Studium 1978 als Diplomchemiker ab. 1985 wurde er Fachchemiker der Medizin. Seit 1978/79 arbeitete er als wissenschaftlicher Mitarbeiter an der Ernst-Moritz-Arndt-Universität. 1979/80 war er Laborleiter in der Betriebspoliklinik des Kernkraftwerks Stendal.
Gerd Schlaak, der evangelischer Konfession ist, ist verheiratet und hat zwei Kinder.
Nach der Wende wurde Gerd Schlaak im Januar 1990 CDU-Mitglied. In der CDU hatte er verschiedene Vorstandsämter, z. B. als stellvertretender Vorsitzender des CDU-Kreisverbandes Stendal. Im Mai 1990 wurde er in den Kreistag des Landkreises Stendal gewählt und ist dort Vorsitzender des Bau- und Verkehrsausschusses.
Gerd Schlaak wurde bei der ersten Landtagswahl in Sachsen-Anhalt 1990 im Landtagswahlkreis Stendal direkt in den Landtag gewählt. Bei der Landtagswahl in Sachsen-Anhalt 1994 unterlag er in seinem Wahlkreis mit 32,8 % seinem SPD-Mibewerber, zog aber, genauso wie 1998 über die Landesliste in den Landtag ein. 2002 gewann er den Wahlkreis mit 39,6 % der Stimmen deutlich.